# Gaidropsarus pakhorukovi
Gaidropsarus pakhorukovi är en fiskart som beskrevs av Shcherbachev, 1995. Gaidropsarus pakhorukovi ingår i släktet Gaidropsarus och familjen lakefiskar. Inga underarter finns listade i Catalogue of Life.